# I'll Take Care of You
"I'll Take Care of You" is een nummer van de Amerikaanse zanger Bobby Bland. Het nummer werd in 1959 als single.

## Achtergrond
"I'll Take Care of You" is geschreven door Brook Benton. In de versie van Bland bereikte het nummer plaats 89 in de Amerikaanse Billboard Hot 100. Het nummer is voornamelijk bekend vanwege de hoeveelheid covers die gemaakt zijn. Onder anderen Gary B. B. Coleman, Elvis Costello, Miley Cyrus, Rebecca Ferguson, Roy Hamilton, Mick Hucknall, Etta James, Mark Lanegan, Van Morrison, Jackie Payne, Gil Scott-Heron, Irma Thomas en O.V. Wright hebben een versie opgenomen. De cover van Scott-Heron is geremixt door Jamie xx; deze versie is door Drake en Rihanna weer opgenomen onder de titel "Take Care". Daarnaast is de oorspronkelijke versie van Bland gesampled door Wordsworth en door Akhenaton, wiens versie gebruikt werd in de film Taxi.
In Nederland is de bekendste cover afkomstig van Beth Hart en Joe Bonamassa, die het in 2011 opnamen voor hun eerste gezamenlijke album Don't Explain. Hun cover werd op 29 augustus van dat jaar uitgebracht als de tweede single van dit album. Deze versie behaalde weliswaar geen hitlijsten, maar kwam in 2021 wel binnen in de NPO Radio 2 Top 2000 op plaats 978.

## NPO Radio 2 Top 2000
| Nummer met noteringen in de NPO Radio 2 Top 2000  | '21 | '22 | '23  | '24  |
| ------------------------------------------------- | --- | --- | ---- | ---- |
| I'll Take Care of You (Beth Hart & Joe Bonamassa) | 978 | 972 | 1034 | 1066 |

1. ↑  Een vetgedrukt getal geeft de hoogste notering aan.
2. ↑  2021 was het eerste jaar met een notering voor dit nummer.